# Microsoft Gizmo
 (août 2015).
Si vous disposez d'ouvrages ou d'articles de référence ou si vous connaissez des sites web de qualité traitant du thème abordé ici, merci de compléter l'article en donnant les références utiles à sa vérifiabilité et en les liant à la section « Notes et références ».
1997 - Microsoft Gizmo est un projet lancé par Microsoft dans le but d'améliorer les options d'internationalisation.
Cela aboutira entre autres à la prise en charge native des options régionales de frappes sous Windows 98 et d'une interface multilingue sous Windows Vista.